# Pismo Beach
Pismo Beach és una població dels Estats Units a l'estat de Califòrnia. Segons el cens del 2000 tenia 8.551 habitants.

## Demografia
Segons el cens del 2000, Pismo Beach tenia 8.551 habitants, 4.230 habitatges, i 2.322 famílies. La densitat de població era de 914,6 habitants/km².
Dels 4.230 habitatges en un 17,4% hi vivien nens de menys de 18 anys, en un 45,1% hi vivien parelles casades, en un 6,4% dones solteres, i en un 45,1% no eren unitats familiars. En el 35,4% dels habitatges hi vivien persones soles el 16% de les quals corresponia a persones de 65 anys o més que vivien soles. El nombre mitjà de persones vivint en cada habitatge era de 2,02 i el nombre mitjà de persones que vivien en cada família era de 2,58.
Per edats la població es repartia de la següent manera: un 15,3% tenia menys de 18 anys, un 6,5% entre 18 i 24, un 25,2% entre 25 i 44, un 28,4% de 45 a 60 i un 24,5% 65 anys o més.
L'edat mediana era de 47 anys. Per cada 100 dones de 18 o més anys hi havia 92,3 homes.
La renda mediana per habitatge era de 46.396 $ i la renda mediana per família de 61.036 $. Els homes tenien una renda mediana de 48.606 $ mentre que les dones 30.189 $. La renda per capita de la població era de 30.835 $. Entorn del 6,3% de les famílies i el 9% de la població estaven per davall del llindar de pobresa.

## Poblacions més properes
El següent diagrama mostra les poblacions més properes.